# دریاچه یخچالی

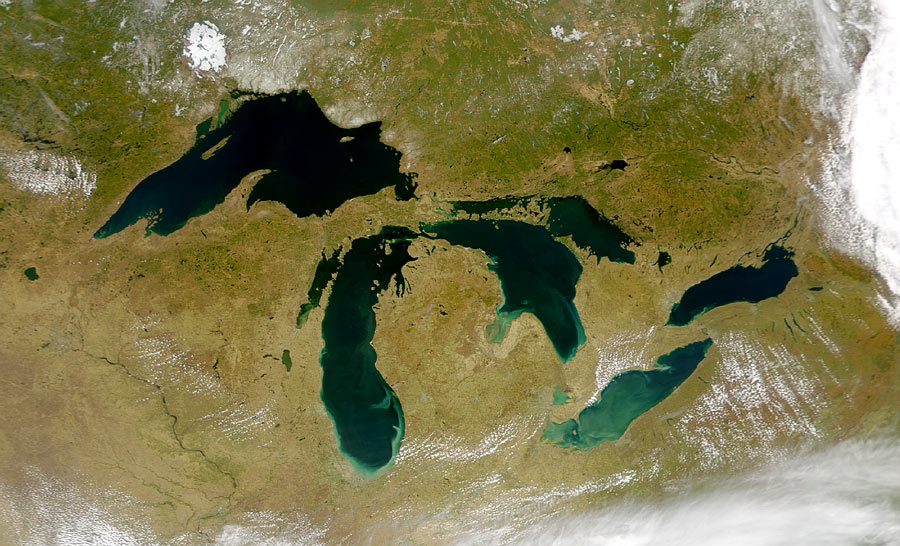
دریاچه‌های بزرگ در مرز ایالات متحده آمریکا و کانادا که از فضا دیده می‌شوند. این دریاچه‌ها، بزرگ‌ترین دریاچه‌های یخچالی دنیا هستند.

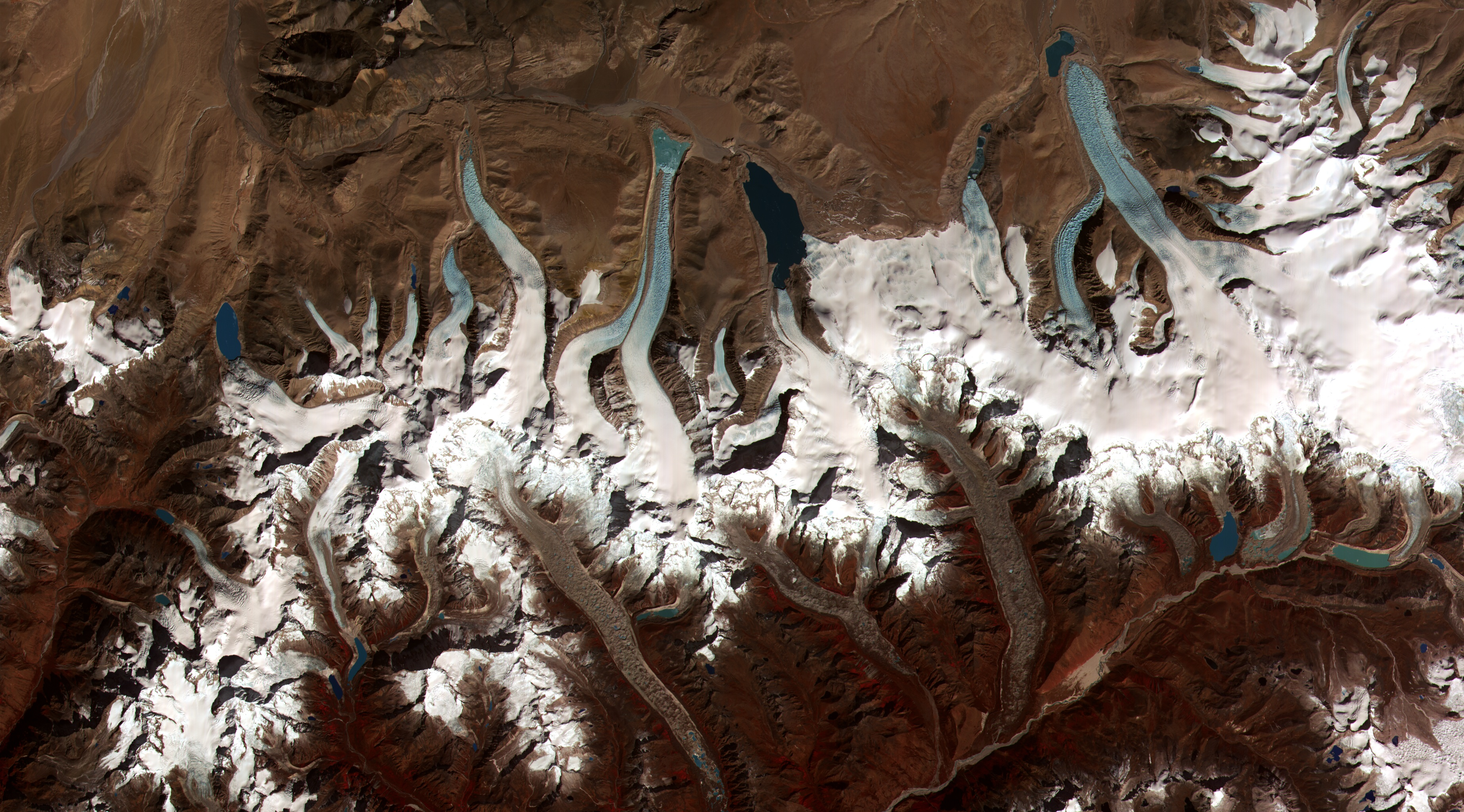
این تصویر نمایی ماهواره‌ای که دریاچه‌های یخچالی هیمالیای بوتان را نشان می‌دهد.

دریاچه یخچالی (انگلیسی: Glacial lake) به دریاچهای گفته می‌شود که از ذوب یخچال طبیعی پدید آمده‌‌است. دریاچه یخچالی هنگامی شکل می‌گیرد که یخچال طبیعی زمین را فرسایش داده و سپس ذوب می‌شود. حدود ده هزار سال پیش در اواخر دوران یخبندان، یخچال‌ها شروع به عقب‌نشینی کردند. عقب‌نشینی یخچال‌ها باعث به‌جا ماندن مقادیر عظیم نهشته‌های یخ در چاله‌های بین تپه‌های یخساری (دروملین) و تپه‌ها شد. با پایان دوران یخبندان و ذوب این نهشته‌های یخ، دریاچه‌های یخچالی شکل گرفتند. این دریاچه‌ها اغلب توسط دروملین‌ها و سایر شواهد دوران یخبندان مانند دشت یخ‌رفته‌ای، اسکر و پدیده‌های فرسایشی احاطه شده‌اند.
دریاچه‌های یخچالی به سادگی در عکس‌های هوایی و تصاویر ماهواره‌ای از مناطقی که در عصر‌یخبندان با یخچال پوشیده شده بودند، مشخص هستند. خطوط ساحلی در نزدیکی چنین مناطقی به‌طور مشخصی نامنظم هستند که نشان‌دهنده همان فرایندهای یخچالی است.